# Tutela jurídica
La tutela jurídica es un marco protectivo que el derecho establece, para equilibrar las relaciones interpersonales y garantizar el normal cumplimiento de las normas creadas para tal fin; priorizando fundamentalmente el cuidado del sujeto "débil" en la relación jurídica.
Algunos ejemplos de tutela pueden ser: El menor, en el Derecho de Familia; el Deudor o los consumidores, en el Negocio jurídico o contratación -respectivamente- amparados -los últimos- por leyes como las de defensa al consumidor (también llamado Derechos del consumidor); el trabajador en relación de dependencia, protegido por el Derecho laboral.
Desde esta óptica general -o amplia- de clasificación, también pueden considerarse como ejemplo de tutela jurídica, las legislaciones especialmente dictadas para la protección de la mujer, las minorías, ciertos lugares declarados patrimonios de la humanidad, los animales en vías de extinción, los bosque nativos, etcétera. Pero la acepción más comúnmente utilizada es la restringida, esto es, la que refiere al menor de edad frente a la familia, al trabajo, al comercio, a la sociedad y el estado en general; y al marco legal que lo encuadra y regula.

## La tutela y el Estado de derecho proteccionista
Tanto la existencia de estas normas regulatorias y de protección, así como los mecanismos que se implementen para procurar su real cumplimiento, serán más efectivas y eficientes, cuanto mayor sea el estado de derecho, o en otras palabras, cuando más democrática sea la sociedad en cuestión.
De cualquier manera, la sola existencia de un marco jurídico, tiene como una de sus funciones principales la de protección de los intereses, los derechos, y las libertades de las personas (Físicas y/o Jurídicas); ya se dé procurando mayoritariamente el bien común, ya se dé privilegiando intereses particulares de grupos minoritarios.
Por ello, debe diferenciarse lo que es la tutela jurídica "en general", de los que son los diferentes tipos de "sujetos tutelados" o pasibles de ésta, ya que existen diferentes regímenes de tutela según sea el caso particular o situación jurídica a tutelar y del Estado del que se trate, según su sistema de derecho y su soberana legislación.

## Los DD. HH. y la tutela internacional
A partir de la celebración de distintas convenciones internacionales; los diversos tratados generados desde las mismas y de los organismos internacionales y de derechos humanos (ONU, OEA, UNICEF, OACDH, CIDH, ECHR, ACHR, ICC, etc.) y la suscripción de los países participantes; cada vez se torna menos viable el "desconocimiento" de las naciones -en general- a las diversas necesidades de protección jurídica de sus habitantes. Como así otras veces, se tornan también mucho menos autodeterminadas sus respectivas decisiones políticas y la consecuente formación de sus legislaciones en lo que a este tema - los DD HH y la tutela- y a muchos otros se refiere; ya que las fuertes y no siempre transparentes presiones internacionales sobre los países, condicionan las soberanías jurídico-políticas de éstos, limitando el significado de la expresión "País Soberano" y las prácticas internas que cada uno de ellos puede llevar a cabo, al punto de haber llegado inclusive, a generar guerras internacionales justificadas en nombre de "una tutela internacional" de los derechos humanos, pero impulsadas por dudosos intereses económicos geoestratégicos.

Tales asuntos y las diversas visiones que existen sobre el tema generan continuas controversias en el escenario global, y aportan incesante material al debate acerca del rol específico que los actores internacionales despliegan, y del poder que cada uno de ellos ostenta.